# Camptodiplosis auriculariae
Camptodiplosis auriculariae är en tvåvingeart som beskrevs av Colin D. Buxton och Barnes 1953. Camptodiplosis auriculariae ingår i släktet Camptodiplosis och familjen gallmyggor. Inga underarter finns listade i Catalogue of Life.